# دفنة هجينة
دفنة هجينة (الاسم العلمي:Daphne hybrida) هي نوع هجين من النباتات تتبع جنس الدفنة من الفصيلة المثنانية.